# Neuvilly Communal Cemetery Extension
Neuvilly Communal Cemetery Extension is een Britse militaire begraafplaats met gesneuvelden uit de Eerste en Tweede Wereldoorlog, gelegen in de Franse gemeente Neuvilly (Noorderdepartement). De begraafplaats werd ontworpen door William Cowlishaw en ligt langs de weg naar Solesmes op 540 m ten noordwesten van het centrum (Église Saint-Martin). Ze is een uitbreiding van de gemeentelijke begraafplaats en ligt binnen de omheining ervan. Het terrein heeft een trapeziumvormig grondplan met een oppervlakte van ongeveer 370 m² en wordt aan drie zijden omsloten door een bakstenen muur. Het Cross of Sacrifice staat tegen de noordoostelijke muur en de toegang aan de straatzijde bestaat uit een metalen hekje. 
De begraafplaats telt 101 slachtoffers uit de Eerste Wereldoorlog (waaronder 6 niet geïdentificeerde) en 2 uit de Tweede Wereldoorlog (waaronder 1 niet geïdentificeerde). 
De begraafplaats wordt onderhouden door de Commonwealth War Graves Commission.
Op de gemeentelijke begraafplaats ligt ook nog een Britse gesneuvelde uit de Eerste Wereldoorlog.

## Geschiedenis
Neuvilly werd op 10 oktober 1918 tijdelijk door de 17th Division veroverd en op 17 oktober daaropvolgend definitief ingenomen. De slachtoffers van twee van de drie begraafplaatsen in de gemeente werden na de gevechten naar andere locaties overgebracht. In de derde, de uitbreiding van de gemeentelijke begraafplaats, liggen slachtoffers die tussen 10 oktober en 27 oktober 1918 sneuvelden, waarvan de meesten tot de 17th Division behoorden en vele tot de 12th Manchesters.
Er liggen 96 geïdentificeerde Britten begraven.

## Graven
- soldaat Robert William Harrison (Durham Light Infantry) was 17 jaar toen hij op 23 oktober 1918 sneuvelde.
- Ralph Henry Clifford, piloot van een Westland Lysander verkenningsvliegtuig werd neergeschoten op 19 mei 1940. Een tweede bemanningslid (boordschutter F.L. Bettany) werd later geïdentificeerd en ligt begraven in Landrecies Communal Cemetery.[1]

### Onderscheiden militairen
- Frank Lester, soldaat bij de Lancashire Fusiliers werd onderscheiden met het Victoria Cross (VC).
- Malcolm Colquhoun MacLaren, kapitein bij het Leicestershire Regiment, Charles Ronald Kent, onderluitenant bij het Dorsetshire Regiment en Robert Sebastian Stott, onderluitenant bij de Lancashire Fusiliers werden onderscheiden met het Military Cross (MC).